# Port Sulphur

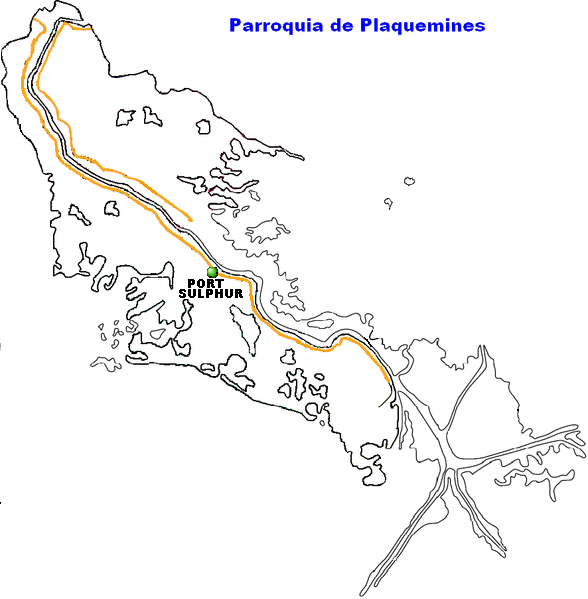
Localización de Port Sulphur en la Parroquia de Plaquemines.

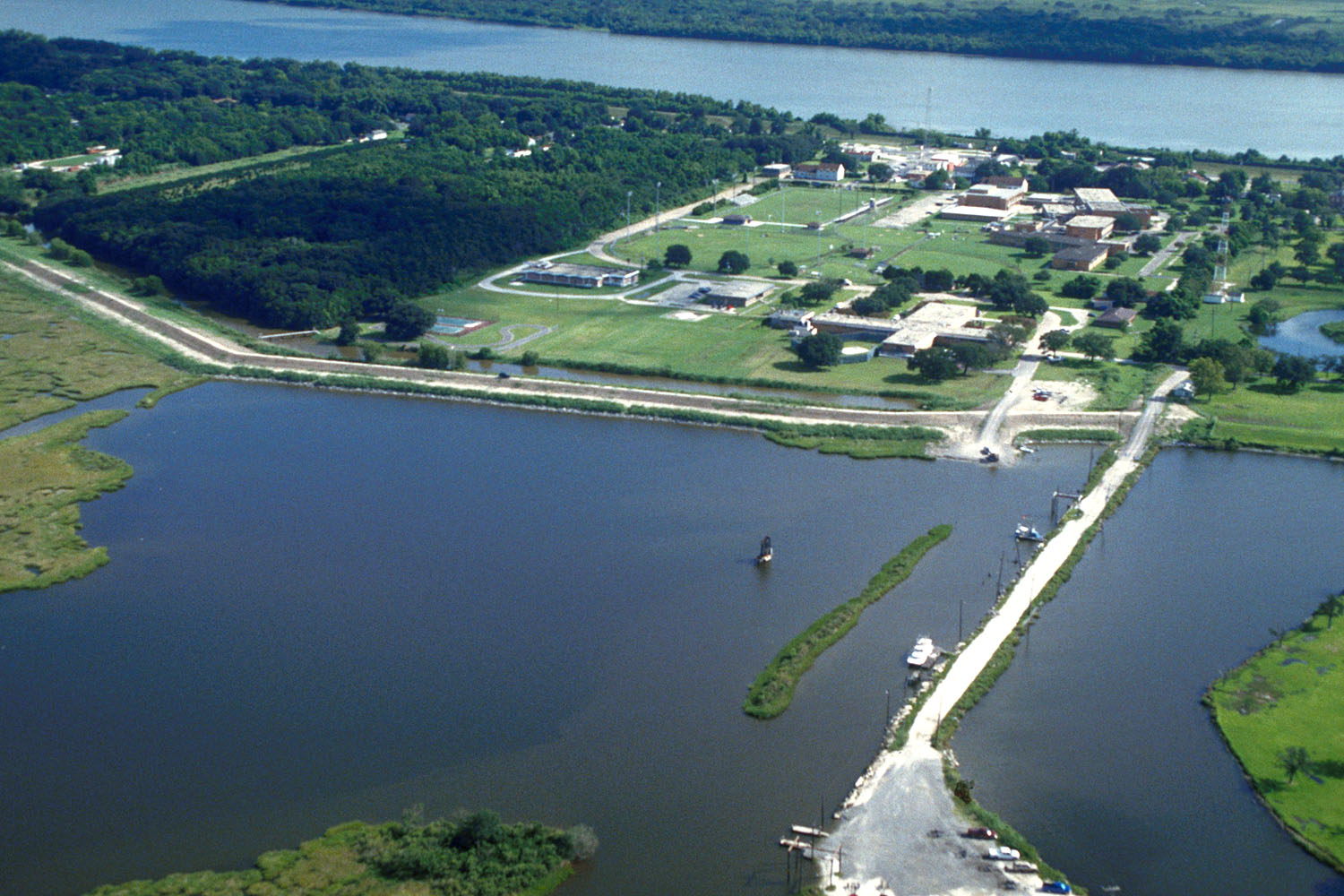
Vista aérea de Port Sulphur.

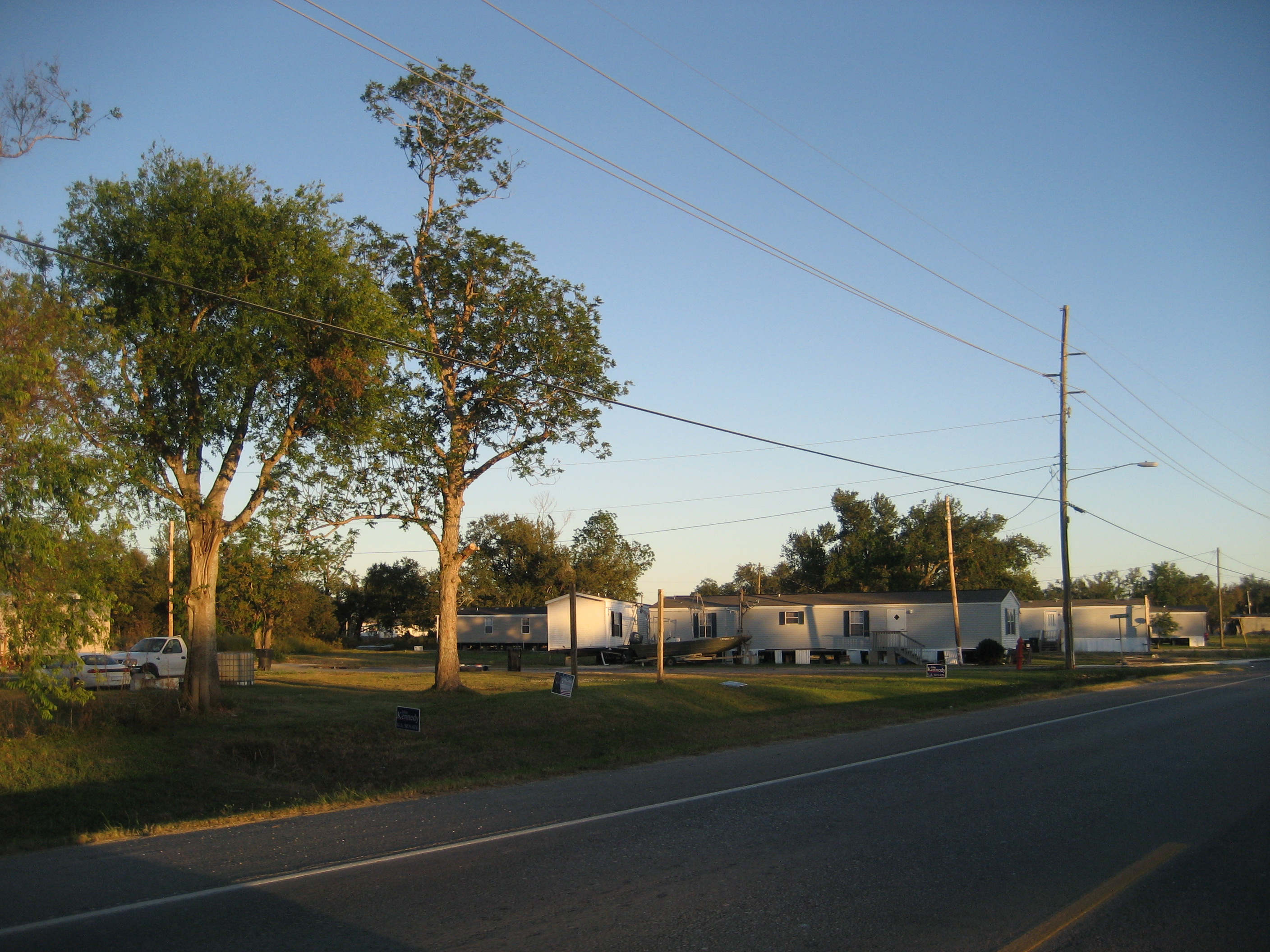
Caserío reconstruido tras el paso del huracán Katrina en Port Sulphur.

Port Sulphur (traducido del inglés: "Puerto de Azufre") es un establecimiento localizado en la ribera occidental del río Misisipi ubicado en la parroquia de Plaquemines en el estado estadounidense de Luisiana.

## Etimología
El nombre de este lugar proviene de la Freeport Sulfur Company, una empresa que trabajaba con azufre establecida en 1900. El sitio es valioso debido a su proximidad con el golfo de México, su ubicación a lo largo del río Misisipi y los recursos naturales lo rodean.

## Economía
Port Sulphur era una especie de pueblo-empresa. Hoy en día, los mismos edificios de la empresa están presentes, aunque en el decenio de 1990 las operaciones de Freeport cesaron por la caída del precio del azufre, por lo que la ciudad ha empezado a buscar una nueva identidad económica desde entonces.

## Geografía
Port Sulphur se encuentra ubicado en las coordenadas 29°30′16″N 89°43′19″O / 29.50444, -89.72194 (29.494496, -89.712383).
La ciudad está a 8 pies (2,4 m) sobre el nivel del mar y no se había inundado durante los huracanes Camille y Betsy. Sin embargo, durante el huracán Katrina, los diques no funcionaron y la ciudad se inundó hasta 22 pies (6,7 m) de agua. Casi todas las casas unifamiliares en la ciudad fueron destruidas, muchas de las cuales fueron arrastradas fuera de su lugar hasta un máximo de 100 pies. En los meses posteriores a Katrina, algunos residentes volvieron de nuevo a Port Sulphur en remolques y casas modulares proporcionadas por la Agencia Federal para el Manejo de Emergencias. Sin embargo, muchos residentes se trasladaron a otras partes de Luisiana, el sudeste del país, y Texas.

## Demografía
Según la Oficina del Censo de los Estados Unidos, Port Sulphur tiene una superficie total de 21.94 km², de la cual 14.18 km² corresponden a tierra firme y (35.39%) 7.76 km² es agua.
Port Sulphur es un lugar designado por el censo. Según el censo de 2010, había 1760 personas residiendo en Port Sulphur. La densidad de población era de 80,21 hab./km². De los 1760 habitantes, Port Sulphur estaba compuesto por el 25.06% blancos, el 64.55% eran afroamericanos, el 5.51% eran amerindios, el 1.48% eran asiáticos, el 0% eran isleños del Pacífico, el 1.76% eran de otras razas y el 1.65% pertenecían a dos o más razas. Del total de la población el 2.05% eran hispanos o latinos de cualquier raza.